# Малыш и Карлсон (трилогия)
Малы́ш и Ка́рлсон — условное название сказочной трилогии, созданной шведской писательницей Астрид Линдгрен, о приключениях мальчика Сванте Свантесона по прозвищу Малыш и необычного существа по имени Карлсон:
- «Малыш и Карлсон, который живёт на крыше» (швед. Lillebror och Karlsson på taket, 1955).
- «Карлсон, который живёт на крыше, опять прилетел» (швед. Karlsson på taket flyger igen, 1962).
- «Карлсон, который живёт на крыше, проказничает опять» (швед. Karlsson på taket smyger igen, 1968).

Все три книги с историями про Карлсона иллюстрировала шведская художница Илон Викланд. Именно её иллюстрации наиболее известны во всём мире. Все три части трилогии как правило издаются одной книгой в силу относительно небольшого объёма каждой из них.

## Основные действующие лица
- Карлсон (швед. Karlsson) — маленький толстенький человечек неопределённого возраста, живёт совсем один в маленьком домике на крыше, умеет летать при помощи мотора, который находится у него на спине. О родителях Карлсона известно мало, и то только с его слов, которые немногого стоят: «Моя мамочка — мумия, а отец — гном». Любит гулять по крышам и проказничать. Самоуверен, считает себя «лучшим в мире» во всех отношениях, а также красивым, умным и в меру упитанным мужчиной в самом расцвете сил. Любит много поесть, из еды предпочитает сладости. Частенько промышляет мелким воровством, на месте украденных вещей в качестве платы оставляет монетки в пять эре. Во второй книге упоминает, что однажды стал свидетелем того, как извозчик потерял кошелёк, который Карлсон в итоге оставил себе. В третьей книге устраивает себе 8 июня день рождения, и Малыш дарит ему маленький пистолетик. С его помощью он устраивает «салют» в честь приезда дяди Юлиуса, и заставляет Филле и Рулле, когда те пробрались к ним в квартиру, вернуть дяде Юлиусу его часы и бумажник.
- Малыш (швед. Lillebror, настоящее имя Сванте Свантесон швед. Svante Svantesson) — лучший друг Карлсона. Младший ребёнок в семье Свантесонов, в начале повествования ему 7 лет. Любимец и баловень всей семьи, хотя до знакомства с Карлсоном ему часто было не с кем играть. Вежливый и воспитанный мальчик, хотя иногда может обидеться или подраться. В конце первой части получает на день рождения таксу по кличке Бимбо (швед. Bimbo).
- Герр и Фру Свантесон (швед. Herr och Fru Svantesson) — родители Малыша; в книге не упоминаются их имена. Мама Малыша — домохозяйка, хорошо готовит, родилась в Эскильстуне, папа Малыша родом из Гётеборга. Кем он работает — неизвестно, но он зарабатывает достаточно много.
- Боссе Свантесон (швед. Bosse Svantesson) — старший сын в семье Свантесонов. Ему 15 лет. Предпочитает футбол школьным занятиям, позиция — вратарь.
- Бетан Свантесон (швед. Bettan Svantesson) — старшая сестра Малыша и младшая сестра Боссе, с которым очень дружна. Ей 14 лет, она носит волосы, завязанные в косы, редко бывает дома, так как постоянно ходит на свидания с мальчишками. В свободное время организует с друзьями по школе драмкружок.
- Бабушка Малыша, не названная по имени, живёт в деревне, куда Малыш ездит летом, а мама поехала один раз отдыхать и лечиться.
- Гунилла (швед. Gunilla) — подруга Малыша, учится с ним в одном классе, живёт на той же улице. Малыш говорит, что влюблён в Гуниллу и говорит, что в будущем они поженятся. Появляется в первой части трилогии.
- Кристер (швед. Krister) — одноклассник Малыша. С Кристером он часто дерётся, но потом сразу мирится. У Кристера есть собака Ёффа, и Малыш ему очень завидовал. Появляется в первой части трилогии, также Малыш созванивается с ним во второй.
- Фрекен Хильдур Бок (швед. Fröken Hildur Bock) — домработница Свантесонов. Описана как «суровая пожилая дама высокого роста, грузная, да к тому же весьма решительная и в мнениях, и в действиях. У неё было несколько подбородков и такие злющие глаза, что Малыш поначалу даже испугался». Малыш при первой же встрече окрестил её «домомучительницей» (в другом варианте перевода — «Домокозлючкой», поскольку «Bock» по-шведски — «козёл»), но через некоторое время привык к ней. У Хильдур Бок есть сестра Фрида, сёстры соперничают и ведут постоянное соревнование. Мечтает, чтобы вокруг были тишина и покой. Любит готовить, иногда сама изобретает блюда. Не терпит, когда не признают её кулинарного таланта. Появляется во второй и третьей частях трилогии.
- Дядя Юлиус Янсон (швед. Farbror Julius Jansson) — дальний родственник папы Малыша. Живёт в маленьком городке в провинции Вестергётланд, раз в год приезжает в Стокгольм, чтобы посетить врача и погостить у Свантесонов, которые его недолюбливают за вредный характер. Богат, но деньги тратить не любит. Пожилой, самодовольный, капризный, вечно всем недоволен. Впрочем, Карлсон перевоспитал его, открыв ему мир сказок. Появляется в третьей части трилогии, в конце которой женится на фрекен Бок.
- Филле и Рулле (швед. Fille och Rulle, собвенно Филип и Рудольф, швед. Filip och Rudolf) — квартирные воры, самые отпетые хулиганы и воры во всём Васастане. Карлсон называет их «хулиганы-сороканы». Живут вдвоём в мансарде недалеко от дома Малыша. В первой книге Карлсон и Малыш помешали им обокрасть их случайного знакомого — деревенского парня Оскара. Через какое-то время жулики залезли в квартиру Свантесонов, чтобы её обокрасть, но им помешал Карлсон, переодетый привидением. Охотились за Карлсоном, чтобы сдать его в полицию и получить 10 000 крон. Помимо этого обкрадывали другие квартиры в близлежащих домах, один раз также обокрали дядю Юлиуса (но Карлсон заставил их вернуть украденное). Известно также, что Филле ухаживал за сестрой фрекен Бок, Фридой, внушая ей, что у неё «прелестный носик, который хорош в любую погоду». Появляются в первой и третьей частях трилогии.

## Инсценировки и экранизации
Многочисленные инсценировки и спектакли в СССР в 1960—1980-е годы (по пьесе Маргариты Микаэлян). В 1958 году на Всесоюзном радио была записана радиопостановка «Малыш и Карлсон, который живёт на крыше» (автор инсценировки Ольга Москвичёва), которая спустя одиннадцать лет в 1969 году была издана в сокращённом варианте на Всесоюзной фирме грамзаписи «Мелодия» в виде тройной пластинки. Одним из режиссёров пьесы и исполнителем роли Карлсона был Народный артист РСФСР Николай Литвинов. Фильм-спектакль Московского театра Сатиры «Малыш и Карлсон, который живёт на крыше» (1971). Режиссёр-постановщик Валентин Плучек, в роли Карлсона Народный артист РСФСР и Заслуженный деятель культуры Польши Спартак Мишулин, который помимо спектакля на сцене театра и его телеверсии сыграл Карлсона в 1986 году на одной из пластинок детского журнала «Колобок» (роль Малыша на этой же пластинке исполняла дочь актёра Карина Мишулина).
В Советском Союзе было выпущено два мультфильма по книгам Астрид Линдгрен: «Малыш и Карлсон» (1968) и «Карлсон вернулся» (1970). В этой дилогии Карлсона озвучил актёр Василий Ливанов. Существовали также планы снять и третью часть, «Карлсон опять проказничает», но они не были реализованы. Плёнка, подготовленная для третьей части, хранится в архивах киностудии «Союзмультфильм». С 2013 года киностудия «Союзмультфильм» ведёт переговоры с правообладателями и наследниками Астрид Линдгрен о создании мультсериала о Карлсоне. Народный артист РСФСР Василий Ливанов выразил готовность озвучить Карлсона в новых сериях, однако, по словам актёра, переговоров об этом с ним пока ещё не было.
В Швеции в 1974 году режиссёром Олле Хельбомом был поставлен кинофильм «Самый лучший в мире Карлсон» (швед. Världens bästa Karlsson) (в роли Карлсона — Матс Ви́кстрём (швед. Mats Wikström), в роли Малыша — Ларс Сёдердаль (швед. Lars Söderdahl)). Фильм в 1980 г. был выпущен в советский прокат под названием «Самый лучший в мире Карлсон». Создана и телеверсия фильма (совместное производство: Швеция-ФРГ, в четырёх сериях, назв. «Карлсон, который живёт на крыше»).
В 1982 году советская фирма «Мелодия» выпустила пластинку с записью музыкальной сказки «Происшествие в стране Мульти-Пульти» (автор сценария Аркадий Хайт, режиссёр-постановщик Лев Шимелов), где главными героями были персонажи из разных сказок, в том числе и Карлсон, роль которого в данной инсценировке исполнил Леонид Каневский.
В 2002 году был выпущен полнометражный анимационный фильм «Карлсон, который живёт на крыше» (ориг. «Karlsson på taket»), режиссёр Ви́беке И́дсё (норв. Vibeke Idsøe), совместное производство Швеции, Норвегии и Германии.
Сериал (26 серий), выпущенный в 2002 году немецкой кинокомпанией Trickompany. Мультипликационный сериал «Карлсон, который живёт на крыше», совместное производство Швеции и ФРГ, режиссёр — Э. Михаэль.
Весной 2012 года на экраны вышел комедийный фильм «Тот ещё Карлосон!». Фильм имеет очень отдалённую связь с книгами Астрид Линдгрен: действие происходит в современной России и рассказывает о небольшом человечке из мира «метриков» под именем Карлосон (вместо оригинального «Карлсон»). О Карлсоне Астрид Линдгрен в фильме упоминается лишь раз. Фильм получил преимущественно негативные отзывы.
5 октября 2013 года в Риге, в Латвийской национальной опере состоялась премьера балета «Карлсон летает» по сюжету первой части трилогии. Автор музыки Юрий Карлсон, хореограф Айварс Лейманис. В марте 2014 года постановка была признана спектаклем года в Латвии.